# Atletica leggera ai Giochi della XVI Olimpiade - Marcia 20 km

Video della gara

La competizione della marcia 20 km di atletica leggera ai Giochi della XVI Olimpiade si è disputata il giorno 28 novembre 1956 con partenza e arrivo al Melbourne Cricket Ground.

## Risultato
| Pos.    | Atleta                | Età | Nazione          | Tempo     |
| ------- | --------------------- | --- | ---------------- | --------- |
| Oro     | Leonid Spirin         | 24  | Unione Sovietica | 1:31'27"4 |
| Argento | Antanas Mikėnas       | 32  | Unione Sovietica | 1:32'03"0 |
| Bronzo  | Bruno Junk            | 27  | Unione Sovietica | 1:32'12"0 |
| 4       | John Ljunggren        | 37  | Svezia           | 1:32'24"0 |
| 5       | Stan Vickers          | 24  | Gran Bretagna    | 1:32'34"2 |
| 6       | Donald Keane          | 26  | Australia        | 1:33'52"0 |
| 7       | George Coleman        | 40  | Gran Bretagna    | 1:34'01"8 |
| 8       | Roland Hardy          | 30  | Gran Bretagna    | 1:34'40"4 |
| 9       | Giuseppe Dordoni      | 30  | Italia           | 1:35'00"4 |
| 10      | Ted Allsopp           | 30  | Australia        | 1:35'43"0 |
| 11      | Abdon Pamich          | 23  | Italia           | 1:36'03"6 |
| 12      | Henry Laskau          | 40  | Stati Uniti      | 1:38'46"8 |
| 13      | Ronald Crawford       | 20  | Australia        | 1:39'35"0 |
| 14      | Dumitru Paraschivescu | 33  | Romania          | 1:39'57"4 |
| 15      | Ion Barbu             | 26  | Romania          | 1:41'37"8 |
| 16      | Bruce MacDonald       | 29  | Stati Uniti      | 1:43'25"6 |
| 17      | James Hewson          | 38  | Stati Uniti      | 1:46'24"8 |
| Squal.  | Alex Oakley           | 30  | Canada           |           |
| Squal.  | Dieter Lindner        | 19  | Germania         |           |
| Squal.  | Josef Doležal         | 35  | Cecoslovacchia   |           |
| Squal.  | Lars Hindmar          | 34  | Svezia           |           |